# 南亞擬蕨蘚
南亞擬蕨蘚（学名：Pterobryopsis orientalis）为蕨蘚科擬蕨蘚屬下的一个种。其种加词“orientalis”意为“东方的”。